# Darlington (ort i Australien, Western Australia)
Darlington är en ort i Australien. Den ligger i kommunen Mundaring och delstaten Western Australia, omkring 21 kilometer öster om delstatshuvudstaden Perth. Antalet invånare är 3 446.
Runt Darlington är det ganska tätbefolkat, med 75 invånare per kvadratkilometer.. Närmaste större samhälle är Maylands, omkring 18 kilometer väster om Darlington.
I omgivningarna runt Darlington växer huvudsakligen savannskog. Genomsnittlig årsnederbörd är 763 millimeter. Den regnigaste månaden är juli, med i genomsnitt 131 mm nederbörd, och den torraste är december, med 14 mm nederbörd.